# Mare de Déu del Pilar
La Mare de Déu del Pilar és una Mare de Déu catòlica, patrona de la Hispanitat, venerada a la Basílica del Pilar de Saragossa, a la qual dona nom. La seva onomàstica se celebra el 12 d'octubre.

## Llegenda
Diu la llegenda que la Verge Maria, que llavors vivia a Jerusalem, l'any 40 es va aparèixer a Saragossa a l'apòstol Jaume, encoratjant-lo en la seva predicació; s'aparegué sobre un pilar de jaspi de Tortosa, que quedà com a testimoni del miracle i es conservà des de llavors a l'església que s'aixecà en honor de la Mare de Déu, actual basílica.

## El santuari a Saragossa

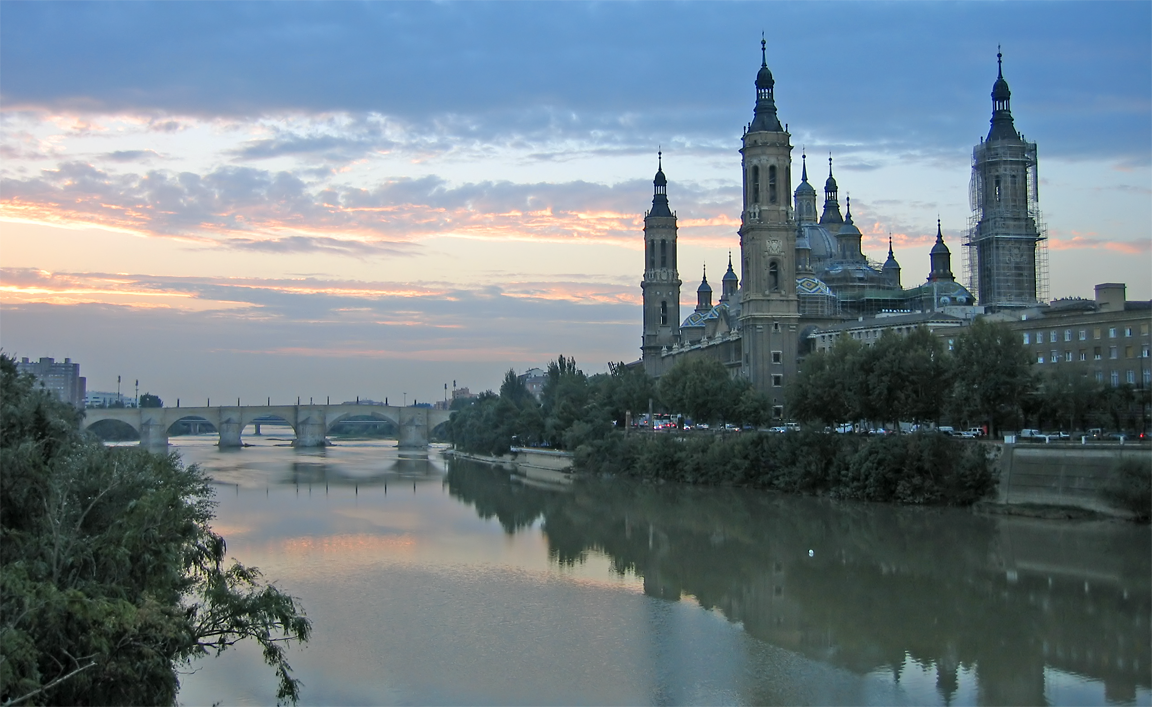
Santuari de la Mare de Déu del Pilar a Saragossa

El santuari dedicat a la Verge del Pilar a Saragossa és un dels més famosos santuaris d'Espanya i és considerat com la més antiga església de Maria en el cristianisme.
L'actual església és un edifici de proporcions gegantines amb una gran cúpula central, va ser construït el 1681 a partir d'un disseny de Francisco Herrera el jove. L'edifici fou decorat per artistes famosos amb pintures i decoracions de marbre, bronze i plata. Dins la Santa Capella, hi ha la petita estàtua de fusta de la Verge vestida d'ornaments preciosos en una columna d'alabastre. Tradicionalment, en honor de la Mare de Déu del Pilar se celebren grans festivals de l'11 al 18 d'octubre (també a Barcelona).

## Capella de la Mare de Déu del Pilar a Barcelona

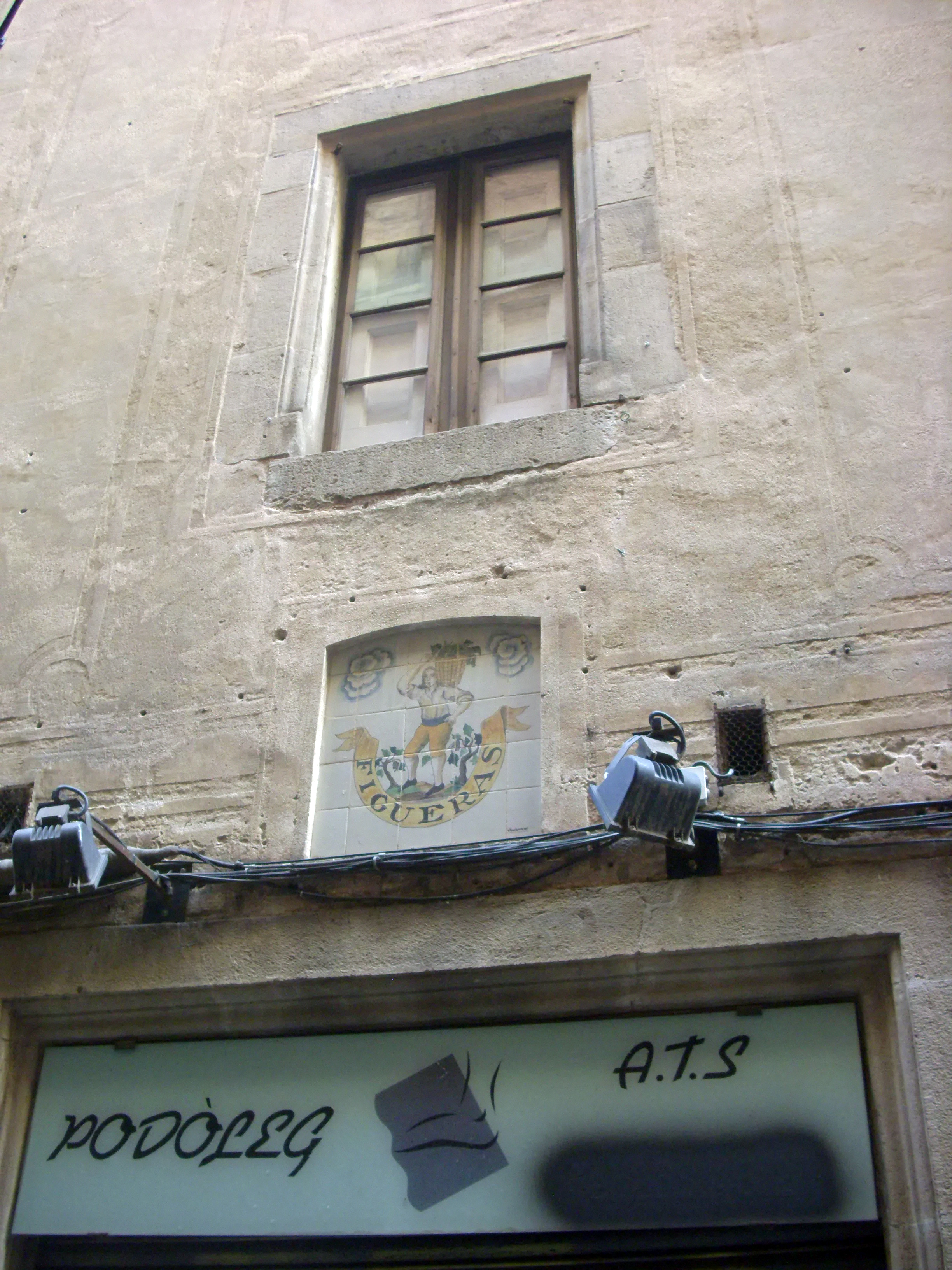
Capelleta tapiada al carrer de la Mare de Déu del Pilar, 15.

El carrer de la Mare de Déu del Pilar (antigament d'en Cuc) de Barcelona deu al seu nom a una capella dedicada a la Verge, situada a l'edifici del núm. 15 i tancada el 1909.

## El miracle de Calanda
El 1640, Miguel Pellicer va recuperar la seva cama que havia estat amputada dos anys abans per una suposada intercessió de la Verge.